# Броненосцы типа «Эрцгерцог Карл»
Броненосцы типа «Эрцгерцог Карл» (нем. Erzherzog Karl-Klasse, венг. Erzherzog Karl-osztály) — серия эскадренных броненосцев Австро-Венгрии 1900-х годов. Явились развитием броненосцев типа «Габсбург» и, несмотря на увеличенные по сравнению с ними размерами, из-за наложенных бюджетом и возможностями судоверфей ограничений, являлись одними из самых малых эскадренных броненосцев своего времени. Несмотря на малые размеры, броненосцы типа «Эрцгерцог Карл» считались достаточно хорошо защищёнными и имели сравнительно высокую скорость, но сравнительно лёгкую артиллерию главного калибра, хотя это частично компенсировалось большей скорострельностью последней.
Всего в 1902—1907 годах было построено три броненосца типа «Эрцгерцог Карл», ставших первыми австрийскими капитальными кораблями, созданными полностью из комплектующих отечественного производства. В годы Первой мировой войны корабли серии составляли 3-й дивизион линейных кораблей и, как и другие австро-венгерские линейные корабли, в боевых действиях применялись мало. После капитуляции Австро-Венгрии и окончания войны, броненосцы в 1919 году перешли к Югославии, но в итоге два из кораблей были переданы Франции и один — Великобритании, в порядке военных репараций и были проданы на слом в 1920 году.

## История
Специфические условия действий в Адриатическом море позволяли флоту Австро-Венгрии не уделять значимого внимания вопросам мореходности и автономности, и сконцентрировать все усилия на боевых характеристиках кораблей. За счёт этого австрийские верфи строили броненосцы и крейсера, которые при небольших размерах были отлично сбалансированы и не уступали по боевым возможностям кораблям основного потенциального противника — Италии.
В начале XX века, флот Австро-Венгрии получил три броненосца типа «Габсбург». Маленькие, быстроходные, с облегченным по сравнению с аналогами вооружением, но хорошо защищённые, эти корабли прекрасно подходили для действий в условиях Адриатического моря против итальянских броненосцев. Считая эти корабли оптимальными, австрийцы приняли решение заложить их усовершенствованную версию, с более мощным вооружением.
К этому времени скорострельная артиллерия калибром 120—150 миллиметров уже перестала считаться достаточной для эффективного применения в бою. Рост дистанций артиллерийской дуэли и появление более прочных типов брони, позволявшей защитить броней умеренной толщины большую площадь борта, вызвали необходимость в более тяжёлых орудиях. В связи с этим, основные морские державы стали устанавливать на новейшие броненосцы 200—250 миллиметровые орудия «промежуточного» калибра — более быстро стреляющие, чем тяжёлые пушки, но, в то же время, стреляющие более тяжёлым снарядом, чем скорострельные орудия.

## Конструкция

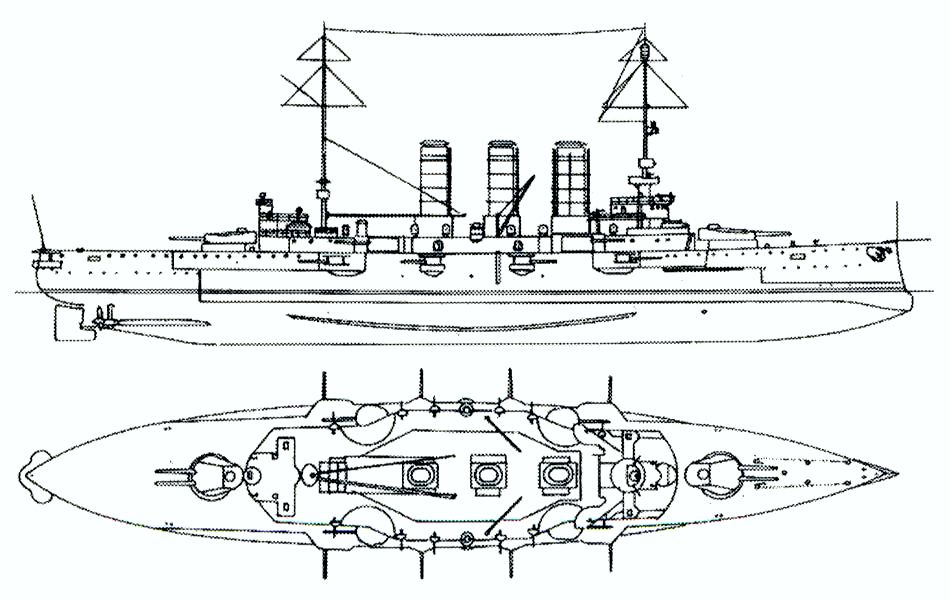
Схема броненосца «Эрцгерцог Карл»

Броненосцы типа «Эрцгерцог Карл» были разработаны как улучшенная и усиленная версия броненосцев типа «Габсбург». При большем всего на 2000 тонн водоизмещении, они получили гораздо более мощное вооружение и усиленное бронирование, сохранив при этом высокую скорость хода.

### Вооружение
Основное вооружение кораблей серии «Эрцгерцог Карл» по-прежнему состояло из «облегченных» 240-миллиметровых 40-калиберных орудий Круппа. Уступая более тяжёлым пушкам в пробивной силе, эти орудия имели высокую скорострельность (2,5 выстрела в минуту) и отлично подходили для борьбы с сравнительно слабо защищёнными итальянскими кораблями. Количество орудий по сравнению с предшествующим типом увеличили на одно: кормовая башня тоже стала двухорудийной, и в результате корабли типа «Эрцгерцог Карл» несли четыре орудия главного калибра. Боезапас составлял 80 снарядов на ствол.
Чрезвычайно мощным стало вспомогательное вооружение. Вместо прежних скорострельных орудий, австрийцы установили на свои новые броненосцы двенадцать 190-миллиметровых 42-калиберных орудий «Шкода». Имея практическую скорострельность до 3-х выстрелов в минуту, орудия запускали 97-килограммовый снаряд с начальной скоростью в 800 метров в секунду на дистанцию до 20000 метров. Орудия располагались побортно: четыре пушки на каждом борту стояли в казематах на главной палубе, и ещё две — в одноорудийных башнях на верхней палубе.
Противоминное вооружение состояло из двенадцати 66-миллиметровых орудий «Шкода» на крыше надстройки и четырёх 47-миллиметровых орудий на боевых марсах.
Одними из первых в мире, эти броненосцы получили зенитное вооружение в виде 37-миллиметровых скорострельных орудий «Виккерса». Австрийцы внимательно следили за стремительным развитием итальянской авиации и успешными бомбардировками с итальянских самолетов и дирижаблей в ходе Итало-турецкой войны. Узости Адриатики предоставляли авиации широкие возможности для действий против флота: поэтому при первой же возможности, ещё до Первой мировой войны, корабли получили зенитное вооружение.
Подводное вооружение состояло из двух 450-мм торпедных аппаратов.

### Броневая защита
Броневая защита кораблей была изготовлена из цементированной брони Круппа. Основу её составлял проходивший по ватерлинии броневой пояс, толщиной 210 миллиметров. К оконечностям пояс сужался до 152 миллиметров. Сверху над главным поясом располагался 152-миллиметровый верхний, защищавший борт между башнями главного калибра. Согласно расчетам, итальянские 305-мм орудия не могли пробить центральную часть главного пояса с дистанции более 5000 метров.
240-миллиметровые орудия были защищены 240-миллиметровой башенной броней. Казематы вспомогательной артиллерии защищались 152-миллиметровыми плитами.
Горизонтальную защиту обеспечивала выпуклая броневая палуба, соединявшаяся с нижней кромкой главного пояса, толщиной 55 мм.

### Силовая установка
Двухвинтовая силовая установка обеспечивала максимальную мощность в 19000 л.с. На испытаниях все три броненосца превзошли расчетную 20-узловую скорость примерно на 0,5-узла. Дальность плавания была, традиционно для австрийской школы, ограничена требованиями плавания в Адриатике и восточной части Средиземного Моря.

## Представители
| Название                                           | Верфь | Закладка       | Спуск на воду  | Вступление в строй | Судьба                |
| -------------------------------------------------- | ----- | -------------- | -------------- | ------------------ | --------------------- |
| «Эрцгерцог Карл» Erzherzog Karl                    | STT   | 24 июля 1902   | 4 октября 1903 | 17 июня 1906       | продан на слом в 1920 |
| «Эрцгерцог Фридрих» Erzherzog Friedrich            | STT   | 4 октября 1902 | 30 апреля 1904 | 31 января 1907     | продан на слом в 1920 |
| «Эрцгерцог Фердинанд Макс» Erzherzog Ferdinand Max | STT   | 9 марта 1904   | 21 мая 1905    | 21 декабря 1907    | продан на слом в 1920 |

## Оценка проекта
Броненосцы серии «Эрцгерцог Карл» удачно развивали предшествующий австрийский проект «Габсбург». Имея ограниченное (незначительное по сравнению с современниками) водоизмещение, они были весьма быстроходны, хорошо защищены и мощно вооружены. В их основной концепции прослеживались типичные для того периода тенденции на усиление артиллерии вспомогательного калибра для более эффективного ведения боя на больших дистанциях. В основной концепции — слабое главнокалиберное вооружение при усиленном вспомогательном — австрийские броненосцы были сходны с итальянскими броненосцами типа «Реджина Елена».
Несмотря на скромные размеры, броненосцы этой серии вполне соответствовали ограниченным требованиям адриатического театра боевых действий и в своей нише были практически сопоставимы с на треть большими итальянскими аналогами. Но несмотря на то, что постройка кораблей велась весьма быстро, и заняла всего 3-4 года (для сравнения, итальянский флот строил броненосцы за 5-7 лет), вся серия этих кораблей вступила в строй только в 1906—1907 году, когда появление дредноутов сделало броненосцы устаревшими. В условиях общей тенденции на усиление главного калибра, австрийские броненосцы с их слабой тяжёлой артиллерией были даже менее эффективны, чем «стандартные» эскадренные броненосцы других наций.